# Culture Beat
Culture Beat – niemiecka grupa eurodance założona w 1989 w Kolonii.
Członkami grupy byli: Tania Evans (wokalistka), Jay Supreme (wokalista), Jürgen Katzmann pseud. "Nosie" (kompozytor i gitarzysta) i Peter Zweier (klawiszowiec). Producentem był Torsten Fenslau (zginął w 1993 w wypadku samochodowym), następnie jego brat Frank. Pierwszą wokalistką grupy była Lana Earl (Lana E.). Grupa najbardziej jest znana z przeboju Mr. Vain. Po latach milczenia grupa powróciła singlem Your Love, który został wydany w 2008 roku.

## Dyskografia

### Albumy
- 1991 – Horizon
- 1993 – Serenity
- 1994 – The Remix Album
- 1995 – Inside Out
- 1998 – Metamorphosis
- 2003 – Best of Culture Beat

### Single
- 1989 – Der Erdbeermund
- 1990 – Cherry Lips
- 1991 – I Like You
- 1991 – Tell Me That You Wait
- 1991 – No Deeper Meaning
- 1993 – Mr. Vain
- 1993 – Got To Get It
- 1993 – Anything
- 1994 – DMC Megamix
- 1994 – World in Your Hands
- 1994 – Adelante
- 1995 – Inside Out
- 1996 – Crying in the Rain
- 1996 – Take Me Away
- 1997 – Under Pressure
- 1997 – Walk The Same Line
- 1998 – Have Yourself A Merry Little Christmas
- 1998 – Pay No Mind
- 1998 – Rendez-Vous
- 1998 – You Belong
- 2001 – Insanity
- 2003 – Mr. Vain Recall
- 2004 – Can't Go On Like This (No No)
- 2008 – Your Love